# 石浜神社
石浜神社（いしはまじんじゃ）は東京都荒川区南千住三丁目に所在する神社。隅田川の西岸（石浜と呼ばれた長く伸びる微高地）に在る。

## 概要
724年（神亀元年）に創建された。
奥州征討の折、源頼朝が戦勝を祈願し、また元寇の際に朝廷は鎌倉幕府7代将軍・惟康親王を勅使として戦勝を祈願させた。いずれの戦役にも勝利したことから、中世以降、関東武士をはじめ、多くの人々の崇敬を集めることになった。
なおこの地域には中世の鎌倉・南北朝時代から安土桃山時代頃にかけて石浜城が存在し、当社付近が城跡候補地の1つとされており、東京都の遺跡地図上では当社北側が埋蔵文化財包蔵地となっている。
当社には、神社には珍しく神道式霊園「石浜霊園」を経営しており、神道に基づく葬儀を挙行することができる。

## 摂末社
当社の境内には、多くの摂末社が存在する。
- 江戸神社
- 北野神社
- 妙義八幡神社
- 麁香神社
- 真先稲荷神社
- 招来稲荷神社
- 富士遥拝所
- 白狐祠

## 石碑群
当社の境内には、多くの石碑群が存在する。
- 亀田鵬斎詩碑
- 都鳥歌碑
- 日本大工祖神の碑
- 庚申塔

## 交通アクセス
- 南千住駅より徒歩10分。